# フランソワーズ・ダランソン
フランソワーズ・ダランソン（Françoise d'Alençon, 1490年 - 1550年9月14日）は、アランソン公ルネと2番目の妻マルグリット・ド・ロレーヌの長女。ヴァンドーム公シャルルの妻で、フランス王アンリ4世の父方の祖母である。

## 生涯
父ルネは1492年に死去し、兄シャルル4世がアランソン公を継いだが、シャルル4世は1525年に早世した。シャルル4世と妻マルグリット・ダングレーム（フランス王フランソワ1世の姉）との間には子供がなく、フランソワーズと妹アンヌが男子の絶えたアランソン家の相続人となったが、シャルル4世の称号の多くは未亡人マルグリットのものとなった。
1505年、オルレアン＝ロングヴィル家のフランソワ2世と結婚、1男1女をもうけたが、フランソワ2世は1513年に死去した。
1513年5月18日、フランソワーズはブルボン家傍系のヴァンドーム公シャルルと再婚した。のちにブルボン家は本流が絶えてシャルルがブルボン家家長となった。2人の間には13人の子供が生まれたが、ヴァンドーム公を継いだ長男アントワーヌは、マルグリット・ダングレームが再婚してもうけた娘であるナバラ女王ジャンヌ・ダルブレと結婚し、2人の息子はフランス王アンリ4世として即位した。

## 子女
ロングヴィル公フランソワ2世との間に1男1女をもうけた。
- ルネ（1508年 - 1515年） - デュノワ女伯
- ジャック（1511年 - 1512年）

ヴァンドーム公シャルルとの間には13子をもうけた。
- ルイ（1514年 - 1516年） - マルル伯
- マリー（1515年 - 1538年）
- マルグリット（1516年 - 1589年） - ヌヴェール公フランソワ1世と結婚[1]、カトリーヌ・ド・クレーヴの母。
- アントワーヌ（1518年 - 1562年）[1] - ヴァンドーム公、ナバラ王、アンリ4世の父。
- フランソワ（1519年 - 1546年） - アンギャン伯
- マドレーヌ（1521年 - 1561年）
- ルイ（1522年 - 1525年）
- シャルル（1523年 - 1590年） - ブルボン枢機卿、ルーアン大司教
- カトリーヌ（1525年 - 1594年）
- ルネ（1527年 - 1583年）
- ジャン（1528年 - 1557年） - ソワソン伯、アンギャン伯。従妹サン＝ポル女伯マリー2世（サン＝ポル伯フランソワ1世娘）と結婚。
- ルイ（1530年 - 1569年） - コンデ公、ソワソン伯
- エレオノール（1532年 - 1611年）